# Letis alauda
Letis alauda là một loài bướm đêm trong họ Erebidae.